# 272e régiment d'infanterie
Pour les articles homonymes, voir 272e régiment.
Le 272e régiment d'infanterie (272e RI) est un régiment d'infanterie de l'Armée de terre française constitué en 1914 avec les bataillons de réserve du 72e régiment d'infanterie.
À la mobilisation, chaque régiment d'active créé un régiment de réserve dont le numéro est le sien plus 200.

## Création et différentes dénominations
- Août 1914 : 272e régiment d'infanterie
- mars 1919 : dissous
- janvier 1940 : 272e demi-brigade d'infanterie
- juin 1940 : détruite au combat

## Chefs de corps
- 9 août 1914 - février 1916 : lieutenant-colonel Brumm
- 4 février 1916 - avril 1918 : lieutenant-colonel Vermot
- 27 avril 1918 - mars 1919 : colonel Ruef (futur général de division)
- janvier 1940 - juin 1940 : lieutenant-colonel Lemistre

## Historique des garnisons, combats et batailles du272eRI

### Affectations
- 2e corps d'armée (CA) en août 1914.
- 3e division d'infanterie de juin 1915 à novembre 1918.

#### 1914
Formé à 2 bataillons (5e et 6e bataillons à 4 compagnies (17e à 24e compagnies), les 2 192 hommes du 272e RI (171 officiers et 2021 hommes de troupe) quittent Amiens (Somme) par le train le 9 août 1914 en direction de Stenay (Meuse).
Il monte à la frontière belge et séjourne dans la région de Mouzon-Montmédy.
À partir du 25 août, le régiment suit le mouvement général de repli et franchit la Meuse à Stenay.
Le 6 septembre, il établit sa ligne de défense à Orconte (sud-est de Vitry-le-François).
Le 10 septembre, le 272e RI est engagé dans la première bataille de la Marne entre Vitry-le-François et Saint-Dizier.
Le 12 octobre, l'unité est engagé en Argonne.

#### 1915
D'Argonne, le régiment est transporté, le 10 juin, dans la région de Verdun et se trouve immédiatement affecté au 2e CA, il forme avec le 128e RI, la 5e brigade d'infanterie (BI). Il est renforcé par le bataillon de marche du 71e RI qui compose le 3e bataillon du 272e.
Le 16 juin le régiment quitte se cantonnements de repos pour Bernatant en suivant l'itinéraire Glorieux-Verdun, Citadelle de Verdun, Caserne Bévaux, route de Paris à Metz, tranchée de Calonne, « carrefour Bernatant ». Le 17 juin il relève le 147e RI dans le « secteur du Bois-Haut ».
Engagé dans les attaques des Éparges, de Calonne et du ravin des Sonvaux, il quitte le 25 août 1915 la tranchée de Calonne pour le bois des Chevaliers.
Le 28 septembre, le 272e RI arrive dans la région de Somme-Tourbe.
Le 6 octobre, la 5e BI est victorieuse à Tahure.

#### 1916
De décembre 1915 à juin 1916, le régiment occupe différents secteurs des Hauts-de-Meuse.
En juillet, le 272e est engagé dans la bataille de la Somme sur le secteur de Belloy-en-Santerre.
Le 25 novembre, il quitte le champ de bataille pour le camp du bois l'Évêque, près de Toul en arrière du front de Lorraine.

#### 1917
Le 4 mai, le régiment combat au mont Spin, entre la Suippe et le canal de l'Aisne à la Marne et gagne sa deuxième citation à l'ordre de la 5e armée :

« Régiment d'élite dont l'abnégation, l'ardeur offensive, la volonté de vaincre ne se lassent jamais. Le 4 mai 1917, sous l'impulsion énergique et éclairée de son chef, le lieutenant-colonel Vermot, a enlevé de haute lutte, sur une profondeur de 1 000 mètres, quatre lignes de tranchées successives, dont une position des plus solides, pourvue d'abris bétonnés, défendue par de nombreuses mitrailleuses. Dans un violent combat corps à corps, a capturé 8 officiers, plus de 400 hommes, 11 mitrailleuses arrachées des mains de leurs servants, 4 lance-bombes et d'autres trophées. »

— 1er juin 1917
Relevé le 20 mai, le 272e regagne la région de Verdun.
Le 24 août, l'unité défend et dégage la position de la cote 304 (rive gauche de la Meuse) et obtient ainsi une troisième citation à l'ordre de la 2e armée.

#### 1918
Jusqu'au 25 janvier, le régiment tient sa position sur la Meuse, puis fait mouvement vers l'Oise.
Fin avril, il est engagé dans le secteur de Grivesnes.
Lors de la seconde bataille de la Somme, le 23 juillet, il se porte à l'attaque des positions allemandes en direction de Sauvillers-Mongival (bois de Saint-Ribert) appuyé par un bataillon de chars d'assaut britanniques. Fernand Vanaerde. Lieutenant : Commandant de compagnie d'une bravoure légendaire, véritable entraîneur d'hommes. A su communiquer à son unité une bravoure et un moral extrêmement élevés. Le 23 juillet 1918, a conduit sa compagnie à l'attaque dans des formations extrêmement judicieuses, lui a fait effectuer une progression de 3 kilomètres sous le feu, puis un passage de ligne. A conquis un kilomètre de terrain en profondeur en n'éprouvant que des pertes légères, capturant 88 ennemis, s'emparant de 3 mitrailleuses légères et lance-bombes. Quatre citations antérieures.
Le 8 août, le 272e traverse l'Avre.
Le 15 septembre, il se transporte dans la région de Somme-Tourbe (Champagne).
Entre le 26 septembre et le 13 octobre, le régiment gagne les rives de Aisne et occupe Vrizy et Condé-lès-Vouziers.
Le régiment est cité une cinquième fois à l'ordre de l'armée (4e armée) :

« Régiment d'une trempe exemplaire. Sous le commandement du colonel Ruef, a conquis, le 26 septembre 1918, au prix d'une lutte opiniâtre de toute la journée, une série de positions formidablement organisées sur 4 kilomètres de profondeur et âprement défendues. Y a capturé 610 prisonniers dont 15 officiers, 16 canons de 77, 60 mitrailleuses lourdes, 10 minenwerfers dont 2 de 150, sans compter une quantité non dénombrée de mitrailleuses légères, fusils, lance-bombes, munitions et matériel de toutes sortes. A pris part ensuite, et jusqu'au 13 octobre, à la poursuite de l'ennemi avec une ténacité et une énergie indomptables, malgré des pertes sensibles et les effets des bombardements à gaz. »

Peu après, l'unité quitte la Champagne pour la Lorraine, dans le secteur de Lunéville.
Le 11 novembre 1918, le 272e RI marque sa position, et à partir du 16 novembre fait mouvement vers l'Alsace-Lorraine avec la 8e armée française pour occuper une partie du Bezirk Unterelsass (Basse-Alsace) au nord de Strasbourg.
Le 1er décembre, le régiment entre dans le Palatinat (Allemagne) en direction de la région de Spire.

### Entre-deux-guerres
À partir du 6 février 1919, le régiment fait mouvement vers Chimay (Belgique), puis vers Nouvion et Buironfosse.
En mars, les bataillons du régiment sont versés au 72e RI et son drapeau est confié à la garde de ce dernier à Amiens. Le 272e régiment d'infanterie est dissous le 6 mars 1919.

### Seconde Guerre mondiale
Le régiment est recréé en janvier 1940 sous le nom de 272e demi-brigade d'infanterie, en regroupant le IVe bataillon du 208e régiment d'infanterie, le Ve bataillon du 248e régiment d'infanterie, le Ve bataillon du 265e régiment d'infanterie et le VIe bataillon du 310e régiment d'infanterie. La demi-brigade est placée sous les ordres du général commandant la place de Dunkerque. Formée de réservistes âgés, la 272e demi-brigade est surtout utilisée pour des travaux de défense.
En mai 1940, l'unité ne compte plus que trois bataillons (IV/208e, V/248e et VI/310e). Le VI/310e, en position sur l'Aa, passe au régiment Z du secteur fortifié des Flandres. La demi-brigade réduite à deux bataillons participe jusqu'au bout à la défense de Dunkerque, rattachée à la 68e division d'infanterie,,.

## Drapeau
Il porte, cousues en lettres d'or dans ses plis, les inscriptions suivantes :
- Tahure 1915
- Mont-Spin 1917
- Verdun (cote 304) 1917
- Sauvillers 1918

La fourragère aux couleurs de la Médaille militaire lui est décernée le 4 septembre 1918.

## Personnages célèbres ayant servi au272eRI
L'adjudant Marc Bloch a participé aux combats menés par le régiment entre août 1914 et janvier 1915.